# Acento gráfico
El acento gráfico, acento ortográfico o tilde (´) es como se llama en el contexto de la ortografía del español a los signos diacríticos que se colocan sobre las vocales (a, e, i, o, y u), y excepcionalmente en la y según las reglas de acentuación del idioma español.
En algunas lenguas romances, como el español, el catalán o el francés, a veces se utilizan acentos diacríticos para diferenciar unas palabras de otras de la misma escritura pero con diferentes significados y usos en: castellano, de (preposición) y dé (entregue); en catalán, Déu («Dios») y deu («diez»); en francés, du («del», artículo contracto) y dû («debido»).
En varios idiomas, el acento ortográfico tiene algunas variantes, tales como el acento agudo (´), el cual es el más frecuente, el circunflejo (^) o el grave (`). Cada tipo de acento puede recaer en diferentes tipos de vocal; por ejemplo, en las lenguas romances, el acento grave aparece generalmente en vocales tónicas abiertas —aunque en lombardo ù indica la vocal anterior redondeada ü indicada en el AFI como [y]—. En español, el acento agudo es el único que puede ir sobre una vocal y excepcionalmente en la letra y. En francés, el acento circunflejo se usa a menudo para indicar la pérdida de una -s implosiva (isle en francés antiguo, hoy día île), aunque en portugués el mismo acento circunflejo tiene el objetivo de indicar el grado de abertura de la vocal. En griego, en guaraní y excepcionalmente en castellano («Aýna») existe la y con acento agudo (ý).

## Nomenclatura
El acento ortográfico suele denominarse comúnmente como tilde o acento. Sin embargo, ambas son palabras ambiguas. Además del acento gráfico, existen el acento prosódico y el acento regional y, por su parte, tilde puede ser cualquier trazo de una letra, incluyendo el transversal de la t o la ondulación sobre la ñ. En el diccionario de la Real Academia Española (el Diccionario de la lengua española o DRAE), se considera que para tilde, las acepciones de «rayita» y «signo ortográfico» son una sola. De acuerdo con ese criterio, acento y tilde no serían sinónimos exactos. Sin embargo, consideran que se trata de dos acepciones diferentes. En resumen, acento y tilde comparten una acepción que es exactamente sinónima y, por separado, tienen varias otras que no lo son.

## Usos del acento agudo (´)
En español, el acento ortográfico solo se emplea para marcar algunas de las vocales tónicas, es decir, aquellas que según ciertas reglas ortográficas normativas deben estar marcadas para evitar ambigüedades y facilitar la lectura. Así, podemos diferenciar:
ánimo (sustantivo), animo (verbo en presente) y animó (verbo en pasado), así como
círculo (sustantivo), circulo (verbo en presente) y circuló (verbo en pasado).
Pero en otras lenguas, el acento agudo tiene la función de marcar otras características fonológicas, como apertura, acento fonológico, cantidad vocálica o el tono.

### Apertura
En algunas lenguas, como el francés, el que una vocal esté marcada con acento agudo significa que esta es una vocal fonológicamente cerrada.

### Acento fonológico de intensidad
En español, portugués y otras lenguas románicas, el acento agudo se usa para denotar algunos acentos fonológicos de intensidad. De acuerdo con ciertas reglas ortográficas concretas, su uso es obligatorio en ciertos contextos y, en otros, el acento fonológico no se marca explícitamente.

### Cantidad vocálica
En húngaro, en irlandés, en checo e incluso de forma marginal en algunos escritos en latín clásico, el acento marca la cantidad vocálica.

### Articulación palatalizada
En polaco, el acento agudo se usa sobre cinco letras (incluyendo signos consonánticos). Sobre las consonantes, el acento indica que estas tienen un sonido palatalizado, como en la palabra sześć /ʃɛɕʨ/ ‘seis’. Este uso del acento agudo en polaco es similar al uso del háček en checo y otras lenguas eslavas. Tipográficamente, este «acento» del polaco o kreska es algo más vertical que el acento agudo convencional, y se coloca algo más a la derecha del centro. Sobre la vocal o (ó), en cambio, indica una pronunciación en u (históricamente, el acento indicaba la posición de una vocal larga).

### Acento diacrítico del español
Además del marcado de la vocal tónica de la palabra, en español existe el llamado acento diacrítico, que permite diferenciar palabras que suenan iguales o casi iguales: cuando él escriba (cuando esa persona registre por escrito) se diferencia con un acento diacrítico de cuando el escriba (cuando el amanuense).

## Códigos de caracteres
Tanto el signo (´), como las vocales con tilde, se encuentran presentes en varios de los códigos de caracteres usuales. A tales efectos, esos códigos asignan un número a cada carácter, necesario para poder representarlos correctamente.
Debido a que ASCII no cuenta con letras con tilde, entre otros caracteres necesarios para escribir lenguas occidentales, se crearon varias extensiones como CP850 e ISO 8859-1, incompatibles entre ellas, diseñados exclusivamente para algunos lenguajes occidentales. Con el propósito de crear un estándar único se establece Unicode, el cual extiende ISO 8859-1, agregando soporte a varias letras acentuadas como: ά, ǽ, ć, ḉ, έ, ǵ, ή, ί, ḱ, ĺ, ḿ, ń, ό, ǿ, ṕ, ŕ, ś, ẃ, ύ, ź.
Los códigos para las vocales acentuadas en español son:
| Símbolo | ISO 8859-1 | Unicode | CP850 |
| ------- | ---------- | ------- | ----- |
| á       | 225        | U+00E1  | 160   |
| é       | 233        | U+00E9  | 130   |
| í       | 237        | U+00ED  | 161   |
| ó       | 243        | U+00F3  | 162   |
| ú       | 250        | U+00FA  | 163   |
| Á       | 193        | U+00C1  | 181   |
| É       | 201        | U+00C9  | 144   |
| Í       | 205        | U+00CD  | 214   |
| Ó       | 211        | U+00D3  | 224   |
| Ú       | 218        | U+00DA  | 233   |

## Métodos de escribir los caracteres con acentos
Para poder escribir el acento en las computadoras que no tienen una tecla específica para esto, es posible utilizar varios métodos. En los ordenadores Windows con teclados diseñados para el mercado estadounidense, el método más práctico es el arreglo de teclado "US International".
En MS-DOS y Windows, hay que pulsar la tecla Alt más un número decimal escrito en el teclado numérico. Si se agrega un cero a la izquierda del número, se utilizará la página de códigos en uso, por ejemplo Alt+0211 para Ó. En caso contrario, también dependiendo del idioma, los códigos corresponderán a por ejemplo CP850 o CP437, por ejemplo Alt+130 para é.
En Mac OS X, presionando Alt+E, seguido de la letra a acentuar. Por ejemplo Alt+E, seguido de A para á.
En aplicaciones GTK+, como por ejemplo GIMP o Inkscape, se puede ingresar cualquier carácter, manteniendo Control y ⇧ Mayús mientras se escribe correspondiente código Unicode, por ejemplo Control+⇧ Mayús+U+E1 para á.
En el editor de texto vim es posible ingresar teclas acentuadas usando digraphs, en modo insertar o en modo de órdenes, presionando Control+K, seguido de ' y de la letra a acentuar.
Algunos sitios, como Wikipedia o el traductor automático Babel fish, permiten insertar letras acentuadas al hacer clic en un vínculo dentro de un cuadro.